# بهار هنشل
بهار هنشل (زاده ۳ ژوئن ۱۹۸۴) یک خواننده رپ آلمانی-ایرانی است.

## زندگی‌نامه
بهار در ایران به دنیا آمد. با این حال، به دلیل وقوع جنگ ایران و عراق، خانواده او به آلمان مهاجرت کردند. خانواده بهار قبل از نقل مکان به کرویتسبرگ، جایی که بهار در آنجا بزرگ شده بود، چند ماه را در اقامتگاه پناهجویان گذراندند. بهار مدرسه خود را در سال ۲۰۰۰ به پایان رساند. سپس یادگیری شغل معلمی را آغاز کرد و در سال ۲۰۰۴ با موفقیت آن را به پایان رساند.
در همان سال بهار شروع به رپ کردن کرد. او از طریق ارتباط با یک تهیه‌کننده به نام یانک با خواننده‌های رپ کید کبری و تایچی آشنا شد. بهار با همکاری با کبری آهنگ "Wie ein Feuer" را ساخت و اندکی بعد این آهنگ در آلبوم " آلمان بیمار است" منتشر شد. به دلیل این همکاری، لیبل کبری رکورد به همکاری با بهار علاقه‌مند شدند. در ادامه او چند آهنگ را با کید کبری برای یک آلبوم ضبط کرد. با این حال، این آهنگ‌ها هرگز منتشر نشدند زیرا بهار مدت کوتاهی پس از آن قراردادی با لیبل بوشیدو امضا کرد. او یک سال بعد بدون انتشار آلبومی در این لیبل، آن را ترک کرد. و حتی انتشار اولین آلبوم آنها به نام "Birthday" لغو شد. او دلیل خروج خود از این لیبل را نبود چشم‌انداز نسبت به آینده عنوان کرد.
در ۱ آوریل ۲۰۱۰، او اولین آلبوم خود با نام "Borderline" را از تحت لیبل "Carlos Entertainment" منتشر کرد. آمینه بهار تنها خواننده مهمان این آلبوم بود. اندکی قبل از انتشار اولین آلبوم او، یک تک آهنگ دیجیتالی با نام "Hey" از بهار منتشر شد که یک موزیک ویدیو نیز برای آن فیلمبرداری شده بود.
در سال ۲۰۱۹، بهار به خاطر نوشتن آهنگ شاید (از :پریشان اما گیل و عادل طویل) بسیار مشهور شد.